# Jules Trousset
Jules Trousset est un encyclopédiste, historien et géographe français, né le 28 août 1842 à Angoulême et mort le 25 juillet 1916, à Pons (Charente-Maritime).

## Biographie
Bien qu’il soit un homme très connu à son époque, très peu de choses nous sont parvenues sur la vie de Jules Trousset ; c’est un encyclopédiste, historien, géographe, ancien professeur et directeur de publication. Auteur d’ouvrages de vulgarisation, il a notamment rédigé l’Atlas national et l’Encyclopédie d’économie domestique, tous deux récompensés par les sociétés savantes. Homme engagé, il fonda Le Réveil républicain. Organe des Comités républicains du canton de Sceaux et de Villejuif et fut maire de Malakoff de 1896 à 1899.

## « Le Trousset »
Son ouvrage le plus célèbre est le Nouveau Dictionnaire encyclopédique universel illustré, ou Répertoire des connaissances humaines, surnommé « le Trousset », publié à Paris entre 1885 et 1891 et qui contient plus de 3 000 gravures.
Cet ouvrage, qui rendait hommage à Pierre Larousse, avec lequel il collabora, tentait de compléter l'ensemble des savoirs. Trousset associa à son entreprise des centaines de correspondants étrangers. Il vendit l'ouvrage par souscription, les acquéreurs payant à réception de tous les volumes. Le succès fut au rendez-vous.

## Ouvrages
- Histoire illustrée des grands naufrages. A la librairie illustrée (Paris). Vers 1880
- Histoire illustrée des pirates, corsaires, flibustiers... A la librairie illustrée (Paris). Vers 1880
- Histoire nationale de la marine et des marins français. A la librairie illustrée (Paris). Vers 1880
- Le livre universel : répertoire des connaissances utiles. Tome 1, Librairie scientifique et historique (Paris) Texte en ligne disponible sur LillOnum
- Le livre universel : répertoire des connaissances utiles. Tome 2, Librairie scientifique et historique (Paris) Texte en ligne disponible sur LillOnum
- Le livre universel : répertoire des connaissances utiles. Tome 3, Librairie scientifique et historique (Paris) Texte en ligne disponible sur LillOnum
- Grande Encyclopédie illustrée d’économie domestique et rurale, grande cuisine, cuisine bourgeoise, petite cuisine des ménages, Paris, Arthème Fayard, éditeur 1875, 2 vol. (sur Gallica :  vol. 1 & vol. 2.)